# Psaliodes flavivena
Psaliodes flavivena är en fjärilsart som beskrevs av Paul Dognin 1903. Psaliodes flavivena ingår i släktet Psaliodes och familjen mätare. Inga underarter finns listade i Catalogue of Life.